# 40 f.Kr.
| 40 f.Kr.           |
| ------------------ |
| Dødsfald - Fødsler |
|                    |

## Født
- Cleopatra Selene, ægyptisk dronning af Numidien og Mauretanien (død 6)